# Aleksander Przyłuski
Aleksander Przyłuski herbu Ślepowron (zm. w 1712 roku) – chorąży latyczowski w latach 1668–1712,  rotmistrz i pułkownik królewski, dworzanin królewski w 1666 roku.
Poseł sejmiku halickiego na sejm nadzwyczajny 1688/1689 roku. Poseł na sejm 1701 roku i sejm z limity 1701-1702 roku z ziemi czerskiej. Poseł na sejm 1703 roku z ziemi halickiej.